# Yigoga ochrina
Yigoga ochrina là một loài bướm đêm trong họ Noctuidae.